# كونيوشي كانيكو
كونيوشي كانيكو (باليابانية: 金子國義؛ بالكانا: かねこ くによし) هو رسام ورسام توضيحي ياباني، ولد في 23 يوليو 1936 في سايتاما في اليابان، وتوفي في 16 مارس 2015.